# Nieuwmarkt metróállomás
A Nieuwmarkt metróállomás az amszterdami metró 51-es, 53-as és 54-es vonalán. A legközelebbi állomások Amsterdam Centraal  és Waterlooplein.
A vonal felépítéséhez több lakóházat is le kellett bontani, aminek következtében több tüntetést is rendeztek. Ennek ellenére az építkezések megkezdődtek 1974 decemberében. 1980. október 11-én adták át. 2011-ben és 2018-ban is felújításon esett át az állomás.

## Átszállási kapcsolatok
| 51 (Centraal Station ↔ Isolatorweg) |                        |                         |
| 53 (Centraal Station ↔ Gaasperplas) |                        |                         |
| 54 (Centraal Station ↔ Gein)        |                        |                         |
| Állomás                             | Átszállási kapcsolatok | Fontosabb létesítmények |
| Nieuwmarkt                          | Nincs                  | Nieuwmarkt piac         |